# Snipex T-Rex
Snipex T-Rex — однозарядна великокаліберна снайперська гвинтівка під набій 14,5×114 мм виробництва харківської компанії ХАДО-Холдінг.

## Конструкція
Однозарядна далекобійна великокаліберна гвинтівка Snipex T-REX призначена для враження рухомих і нерухомих цілей, у тому числі легко броньованих. Сконструйована з урахуванням усіх вимог до зброї для високоточної стрільби. Це класичний «болтовик» з мінімально можливою вагою, без автоматики, призначений для жорсткої експлуатації. Під час зарядки патрон вкладається у вікно ствольної коробки з відкритим затвором. Замикання ствола здійснюється поздовжньо-ковзаючим поворотним затвором. Компоновка за схемою булпап: затворна група розміщується позаду спускового гачка. Гвинтівка сконструйована з урахуванням усіх вимог до зброї для високоточної стрільби. Плаваючий ствол у момент вильоту кулі знаходиться у вільному відкоті. Гвинтівка демонструє прийнятний рівень відбою під час пострілу. Відбій гаситься завдяки дії ізолятора відбою короткого ходу, а також за рахунок дульного гальма-компенсатора, еластичного багатошарового підплічника і оптимально збалансованої ваги.
Гвинтівка підходить для стрільби з упиранням як в праве, так і в ліве плече. Вона має регульований по висоті упор для щоки, який можна перевстановити на правий або лівий бік. Гвинтівка має сошки і регульовану задню опору, що передбачає можливість точного налаштування під стрілка.
Гвинтівка оснащена рейкою Пікатіні з ухилом 35 МОА, на яку можна встановити різноманітні прилади для прицілювання.

## Характеристики
- Калібр, мм: 14.5
- Набій: 14,5×114 мм
- Маса, кг: 25
- Довжина зібраної гвинтівки, мм: 1800
- Довжина ствола, мм: 1200
- Нарізи/твіст: 8/16.5"
- Запобіжник: кнопка-запобіжник та запобіжний спуск
- Планка Пікатіні: Верхня Mil standard
- Початкова швидкість кулі, м/с: 980
- Ефективна дальність стрільби, м: 2000
- Максимальна дальність польоту кулі, м: 7000

## Історія
Перша розробка була презентована на XIV Міжнародній спеціалізованій виставці «Зброя та безпека 2017» у Києві..
У грудні 2020 року прийнята на озброєння Збройних сил України.

## Оператори
Україна — прийнята на озброєння ЗСУ у 2020 році.